# Deerfield (Massachusetts)
Deerfield – miasto w Stanach Zjednoczonych, w stanie Massachusetts, w hrabstwie Franklin.